# 李宝荣 (1962年)
李宝荣（1962年12月—），男，中华人民共和国外交官，曾任中华人民共和国驻智利共和国特命全权大使和中华人民共和国驻委内瑞拉特命全权大使。

## 生平
1986年，进入中华人民共和国外交部工作，先后在外交部美洲大洋洲司、驻委内瑞拉大使馆、驻乌拉圭大使馆、外交部拉丁美洲和加勒比司任职。2003年，任驻古巴大使馆参赞。2005年，任外交部拉丁美洲和加勒比司参赞。2008年，升任外交部拉丁美洲和加勒比司副司长。2014年9月，出任中华人民共和国驻智利大使。2017年11月，出任中华人民共和国驻委内瑞拉大使。2023年3月，自驻委内瑞拉大使离任。

## 荣誉

### 外国勋章奖章
- 一等弗朗西斯科·德米兰达勋章（委内瑞拉，2023年3月27日于加拉加斯观花宫颁发[6]）

## 家庭
李宝荣已婚，夫人夏佩娟，两人育有一子。